# Kalspot
Kalspot je přírodní památka v okrese Kladno, na jihovýchodním okraji obce Kamenné Žehrovice. Jedná se o nivní mokřad – zaplavovanou louku na levém břehu potoka Loděnice (Kačáku). Kalspot je součástí Přírodního parku Povodí Kačáku; okrajem území prochází naučná trasa Drvotova stezka.

## Botanika
Pro vlhká období se souvislejší vodní hladinou jsou typické porosty zblochanu vodního, s opadem vody se rozvíjejí především pryskyřník lítý (Ranunculus sceleratus) a halucha vodní (Oenanthe aquatica). Mezi tůňkami se prostírají rákosiny (Phragmites australis) a porosty orobince a ostřic, zejm. ostřice ostré (Carex acutiformis), vzácně i ostřice trsnaté (Carex cespitosa). Pro břehy potoka jsou typické rumištní rostliny, kterým vyhovuje vysoký obsah dusíku – chrastice rákosovitá (Phalaris arundinacea) a kopřiva dvoudomá (Urtica dioica).
Při průzkumu v roce 1997 byl při severním okraji území zjištěn výskyt asi deseti exemplářů silně ohroženého bazanovce kytkokvětého (Lysimachia thyrsiflora).

## Zoologie
Hlavním důvodem ochrany Kalspotu jsou mokřadní společenstva s výskytem obojživelníků, především kuňky ohnivé (Bombina bombina), skokana zeleného (Pelophylax esculentus), skokana hnědého (Rana temporaria), ropuchy zelené (Bufotes viridis) a čolka horského (Ichthyosaura alpestris). Podmínky pro obojživelníky se postupem času zhoršují, neboť dochází k rychlému zarůstání a vysychání mokřadu. V roce 2001 byl proto proveden umělý zásah v podobě prohloubení tří tůněk, což se příznivě projevilo ve výrazném opětovném nárůstu počtu sledovaných druhů. Podobné opatření však nemá trvalý účinek a bylo by žádoucí je každých několik let opakovat.
Lokalita je též hnízdištěm ptáků jako chřástal kropenatý (Porzana porzana) či chřástal vodní (Rallus aquaticus); na svých tazích se zde zastavuje koliha velká (Numenius arquata)

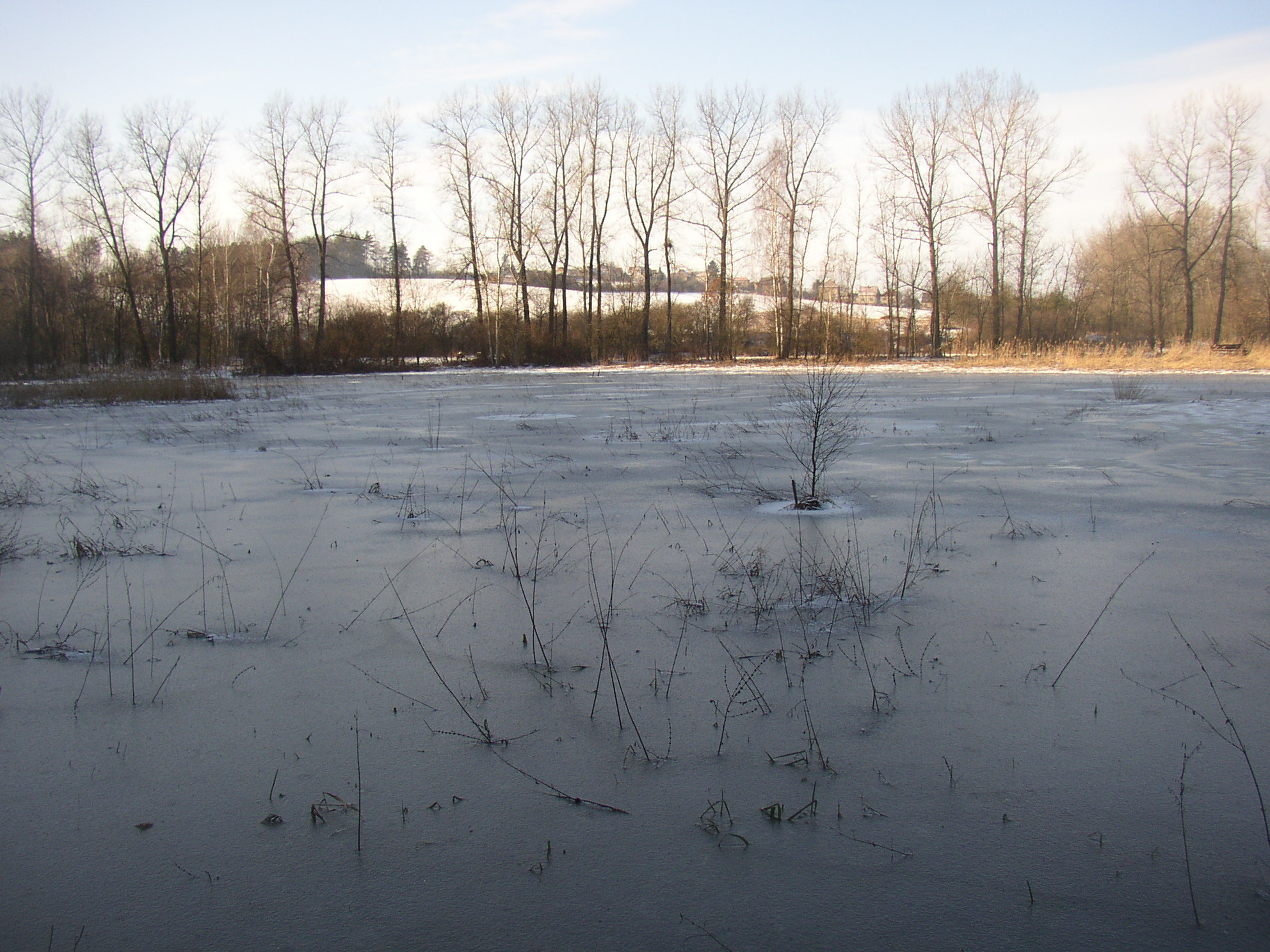
Zimní pohled na zaplavenou a zamrzlou nivu; vysoké stromy v pozadí lemují koryto potoka
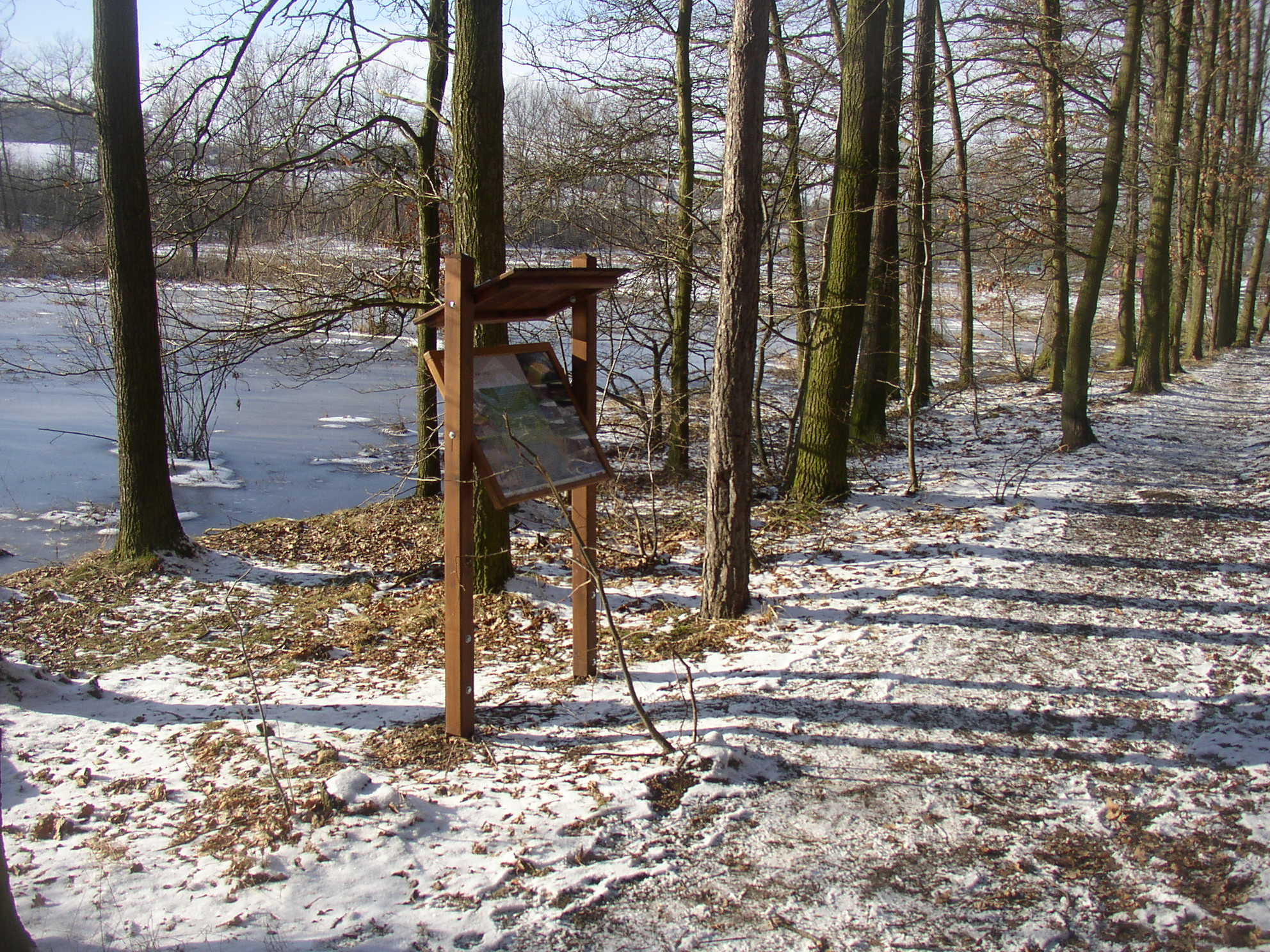
Informační panel (6. zastavení NS Drvotova stezka) na severním okraji Kalspotu